# Кастильйо-де-Локубін
Кастильйо-де-Локубін (ісп. Castillo de Locubín) — муніципалітет в Іспанії, у складі автономної спільноти Андалусія, у провінції Хаен. Населення — 4692 особи (2010).
Муніципалітет розташований на відстані близько 320 км на південь від Мадрида, 30 км на південний захід від Хаена.
На території муніципалітету розташовані такі населені пункти: (дані про населення за 2010 рік)
- Ла-Альфавіла: 18 осіб
- Лос-Барранкос: 0 осіб
- Лас-Кабрерас: 12 осіб
- Кастильйо-де-Локубін: 4091 особа
- Ель-Серрахон: 1 особа
- Лос-Чопос: 46 осіб
- Маррокін-Енсіна-Ермоса: 53 особи
- Пуерто-Ла-Нава: 13 осіб
- Ла-Саліна: 24 особи
- Вентас-дель-Каррісаль: 434 особи

## Демографія
Динаміка населення (INE ):